# Cyclophora ignotaria
Cyclophora ignotaria là một loài bướm đêm trong họ Geometridae.